# Aérodrome de Rivers Inlet
L'aérodrome de Rivers Inlet (YRN) est un aérodrome situé en Colombie-Britannique, au Canada.
Il possède une seule piste.